# Robert Marlitz
Robert Marlitz (gestorben 23. Juli 1933 in Breslau) war Schauspieler, Radio- und Hörspielsprecher mit Regieverpflichtung.

## Leben
Marlitz gehörte als Schauspieler Theatern in Aachen, Berlin, Breslau, Brünn, Königsberg, Wien und Zürich an. Eine kleinere Filmrolle hatte er 1921 in Die Geburt des Antichrist.
Ab 1925 wirkte er auch am noch jungen Hörfunk mit, zunächst für die Ostmarken Rundfunk AG in Königsberg. Zuletzt gehörte er als einer ihrer meisteingesetzten Rezitatoren zum festen Sprecherensemble der Schlesischen Funkstunde in Breslau. Von den rund sechzig im Deutschen Rundfunkarchiv verzeichneten Hörspielen, an denen er mitwirkte, ist Das Hörspiel vom Hörspiel (1931) von Fritz Walter Bischoff erhalten geblieben. Er wirkte an vielen Hörspielen mit, so z. B. 1929 an Meine Frau, die Hofschauspielerin unter der Regie von Herbert Brunar und Theater im Theater, eine heitere Hörfolge unter der Regie von Franz Joseph Engel.
Im März 1933 wurde der Sender von der SA besetzt und der Austausch von Marlitz durch einen nichtjüdischen Sprecher erpresst. Im Juli 1933 berichtete die Presse, dass Marlitz sich suizidiert habe.

„Im März 1933, als man gerade ein Sendespiel von Rudolf G. Binding (zu Ehren der Gefallenen des Weltkrieges) probte, wurde der Sender von einer Horde SA Männer besetzt. Sie drohten, die für den nächsten Abend angesetzte Sendung zu verhindern, falls der jüdische Schauspieler Robert Marlitz, einer der besten Sprecher, nicht durch einen „arischen“ ersetzt würde. Einer solchen Erpressung war nicht standzuhalten. Noch am selben Nachmittag fuhr Binding zu Marlitz, um ihm diese Zwangslage zu schildern. Marlitz nahm sich das Leben.“

## Ensemblezugehörigkeiten (Auswahl)
- 1901 – 1902 Bernarts-Theater
- 1908 – 1911 Zürcher Stadttheater
- 1912 Schillertheater Berlin
- 1921 Raimundtheater